# Аппій Клавдій Красс Сабін Інрегіллен
Аппій Клавдій Красс Сабін Інрегіллен , або просто Аппій Клавдій Красс (лат. Appius Claudius Crassus Inregillensis Sabinus; пом. 449 до н. е.) — політичний діяч Римської республіки, голова колегії децемвірів, консул 451 р. до н. е.

## Походження
Вважається, що Аппій Клавдій Красс походив з патриціанського роду Клавдіїв. Він був сином Аппія Клавдія Красса Інрегіллена Сабіна, консула 471 року до н. е. та онуком Аппія Клавдія Сабіна Інрегіллена, який вперше мігрував до Риму разом із своїми послідовниками у 504р до н. е. і став консулом у 495 році до н. е. Гай Клавдій Сабін Інрегіллен, консул 460 р. до н. е., за свідченнями Лівія та Діонісія є дядьком Аппія. Крім того, Аппій Клавдій Красс Сабін Інрегіллен мав двох синів: старшого Аппія Клавдія Красса (консульський трибун 424 р. до н. е.), і молодшого Публія.
Дехто вважає що децемвір і консул 471 р. до н. е. є однією людиною. Такі припущення могли виникнути не тільки через схожість імен, а і через те, що обидва покінчили життя самогубством, перш ніж могли бути притягнуті до суду за свої проступки. Але хронологія підтверджує, що Аппій Клавдій Красс Сабін Інрегіллен і Аппій Клавдій Красс Інрегіллен Сабін були різними людьми. Консул 471 р. до н. е. був кандидатом на цю посаду ще 482 р., тобто на 11 років раніше, чого не зміг би зробити Аппій Клавдій.
Лівій та Діонісій також описують консула 471 р. і децемвіра як різних людей. Найвірогідніше, що Аппій Клавдій Красс Сабін Інрегіллен продовжував політику свого батька, щодо ворожого ставлення до плебеїв. Але, на відміну від батька, який з самого початку своєї кар'єри продемонстрував своє зневажливе і суворе ставлення до плебеїв, Аппій Клавдій Красс вдавав терпимість і дружелюбність по відношенню до простих людей, навіть призначив декілька плебеїв на посаду децемвіра, але, зрештою, його справжня натура була розкрита. Проте, гіпотеза про ідентичність постатей децемвіра і консула 471 р. не може бути твердо відкинута.

## Кар'єра
Аппій Клавдій Красс був обраний консулом 451 р. до н. е., разом із Тітом Генуцієм Авгуріном. Трьома роками раніше, до Афін було відправлено Спурія Постумія Альбуса, Авла Манлія Вулсо та Сервія Сульпиція Камерінуса, з метою вивчення Грецького законодавства (закони Солона) а також прав і законів інших грецьких міст. Посланці повернулися 452 р. і одним із результатів цієї  експедиції  стало призначення  комітету з десяти чоловік (децемвірів) з повноваженнями консулів (decemviri consulari imperio legibus scribundis), для створення таблиць Римського права на основі існуючих традицій і грецького закону.

### Перший децемвірат
Децемвірам були надані повноваження консулів на рік складання законів. Консули, які були обрані на 451 р. до н. е., тобто Клавдій та Генуцій були включені до колегії децемвірів після того, як склали свої повноваження консулів. При цьому, Аппій Клавдій став наймолодшим в комітеті. Децемвіри повинні були працювати на благо держави, їх метою було створення перших десяти таблиць Римського права, які були написані впродовж року. Написані закони були схвалені народом, але робота ще не була завершеною, бо десять таблиць не змогли вмістити всі пункти законодавства. За ініціативою Аппія Клавдія, який став головою виборчих коміцій, на наступний рік було знову обрано десять децемвірів, які додали до десяти існуючих таблиць Римського права ще дві.
Незважаючи на репутацію своєї родини за жорстокість і вороже ставлення до плебсу, Клавдій справляв враження благородної і справедливої людини, чим і заробив визнання і довіру народу. Через це, його колеги стали підозрювати, що Аппій Клавдій буде переобраний на наступний рік. Вони доручили йому вибір децемвірів до колегії 450 р. а самі подали у відставку, чекаючи що Клавдій прослідує їх прикладу, і зробить те ж саме. Але, на їх жаль, Клавдій призначив до колегії себе, разом із десятьма новими децемвірами, серед них було п'ятеро плебеїв, яких Клавдій вважав однодумцями, або міг на них впливати.

### Другий децемвірат
451 р. децемвіри  допускали апеляцію проти дій того з них, що в даний день був при владі. Також, вони мали супровід із 12 лікторів з сокирами і пучками лози, яким користувався той децемвір, що виконував роль консула в той чи інший день. Але, у наступному році, децемвіри вже не приймали жодних апеляцій, і в перший же день вступу на посаду, в травневій іді, виступили перед народом всі оточені 12-ма лікторами з фасками. Таким чином всі десять правителів стали розпоряджатися життям громадян. Після цього почалися численні страти, побиття, конфіскація майна і жорстока олігархія, від якої страждали тільки плебеї (патриції здебільшого були нею задоволені).
Почали ходити плітки про те, що децемвіри домовились між собою не проводити вибори на наступний рік, а залишитись при владі на невизначений термін. Час виборів пройшов, а колегія ще залишалась при владі. Вони опублікували ще дві таблиці Римського закону, яких стало 12. Серед найтяжчих були ті, що обмежували права плебсу, зокрема, заборона шлюбів між патриціями і плебеями. Коли прийшла звістка про вторгнення сабінян та екви, децемвіри намагалися скликати сенат, але це було досить складно через те, що багато сенаторів покинуло місто, щоб не підкорятися колегії.
Коли сенат було скликано, двоє сенаторів — Луцій Валерій Потіт і Марк Горацій Барбат відкрито виступають проти децемвірів, стверджуючи, що термін повноважень колегії закінчився, і вони не мають права більше обіймати посади. Аппій Клавдій наказав арештувати одного з цих сенаторів, а саме Луція Валерія Потіта, але тому вдалося уникнути покарання.

### Кінець децемвірату

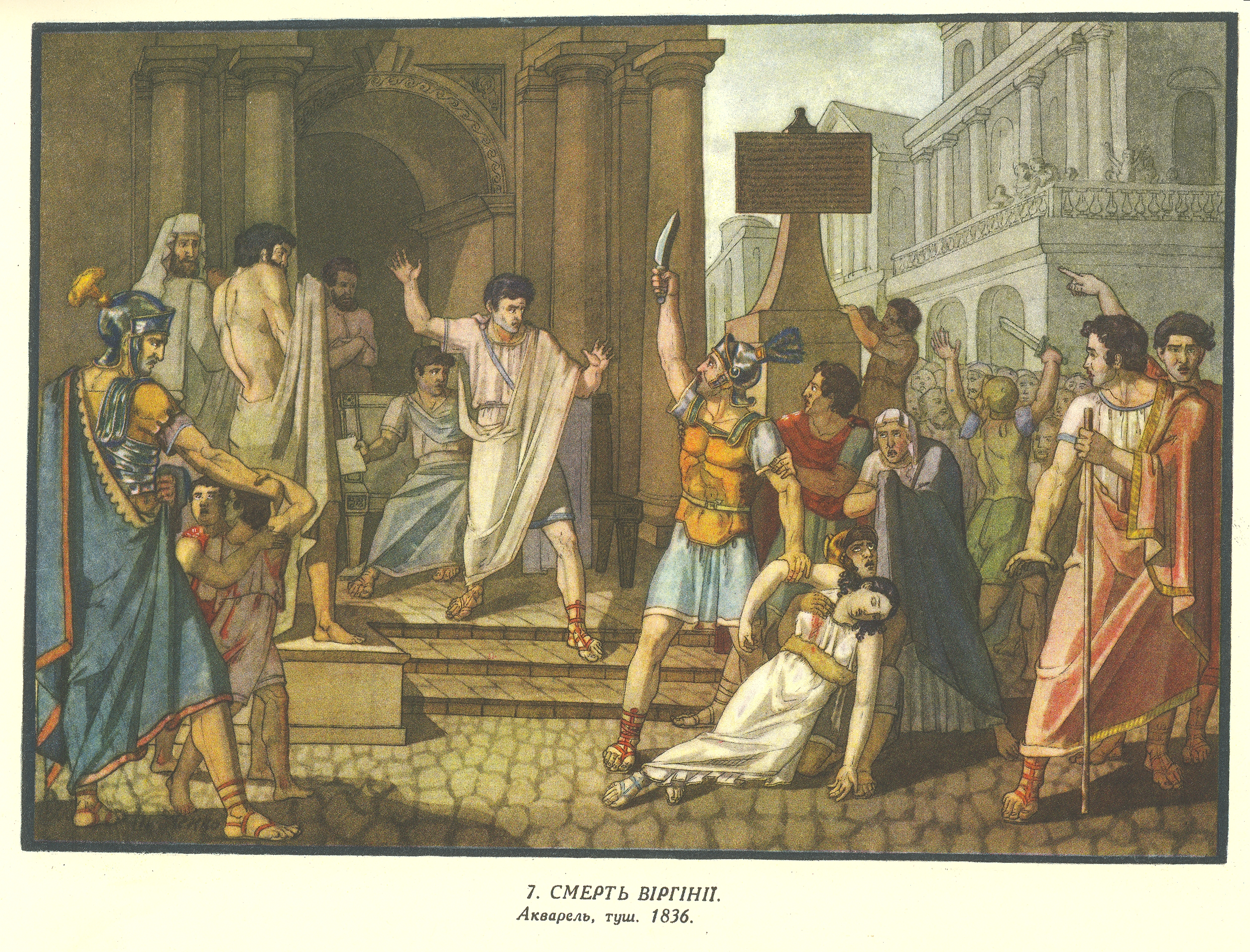
Тарас Шевченко. Смерть Віргінії

Сенат призначив військове командування на децемвірів, але військо було розбите, і змушене відступити. Тоді ж було скоєно два злочини, що наблизили децемвірат до його кінця. По-перше, солдат, на ім'я  Луций Сікция, що запропонував вибрати нових трибунів, і дозволити солдатам не служити, поки децемвіри не складуть повноважень, був вбитий за наказом децемвіра Квінта Фабія Вібулана. Вбивство намагалися прикрити тим, що солдат попав у засідку, і був вбитий ворогом, але злочин розкрили.
Другий, і більш відомий злочин, стосувався молодої дівчини на ім'я Вергінія. Вона була заручена із Луцієм Іцилієм, народним трибуном 456 р. до н. е. Аппій Клавдій хотів зробити вільну дівчину своєю наложницею, і тому наказав своєму рабу її вкрасти під приводом того, що Вергінія є його рабинею. Коли становище Віргінії стало відоме народу, Клавдій погодився відпустити її в очікуванні суду над його вимогою. Батько дівчини, щоб не допустити такої ганьби, вбив Вергінію на ринку.
Після цього плебеї на знак протесту проти влади децемвирів піднялися на пагорб Авентін зі зброєю в руках. Тут вони примирилися з патриціями на умовах повернення до колишнього державного ладу. При цьому плебеї спочатку вимагали видачі їм децемвирів, плануючи спалити їх живцем, але Валерій та Горацій змогли відхилити цю вимогу. Децемвіри змушені були скласти з себе повноваження. Після того як загроза з боку сабінян і екви була усунута, децемвіри були притягнуті до відповідальності, а Аппій Клавдій був звинувачений у порушенні законів й незабаром помер, не дочекавшись вироку. За однією версією він наклав на себе руки (повідомлення Лівія), за іншою — був таємно убитий у в'язниці за наказом народних трибунів. Решта децемвірів вирушили у вигнання, крім Спурія Оппія, якого засудили і стратили в той же день за жорстоке побиття старого солдата.

## Нащадки
Аппій Клавдій Красс мав двох синів. Старший Аппій Клавдій був Військовий трибун з консульською владою у 424 році до н. е., який відзначився як противник народних трибунів і плебсу взагалі. Молодшого звали Публій Клавдій, він став батьком військового трибуна 403 року до н. е.